# Église de Virrat
L’église de Virrat (en finnois : Virtain kirkko) est une église en bois située à Virrat  en Finlande.

## Description
Conçue par Antti Hakola, l’église en bois est terminée en 1774.
L'aspect de l'église a varié au cours du temps.
En 1884, Gustav Kuorikoski rénove l'intérieur de l'édifice et on construit la tribune d'orgue.
En 1967-1968, Seppo Rihlama cherche à rénover l'église selon la conception de Kuorikoski.
La dernière rénovation a été faite en 1993-1994 par Esko Räntilä.
L'église a un orgue à 30 jeux fabriqué en 1980 par la fabrique d'orgues de Kangasala.
Ils ont trois manuels et 30 arrêts. L'Église des trois plus ancienne cloche est de l'année 1657.
 
Le retable, peint par Aleksandra Såltin en 1897, a pour thème l'apparition du Sauveur à Marie-Madeleine le matin de Pâques.
Ilmari Launis a conçu le cadre de retable et le font baptismal en 1925.
Le plus ancien lustre de l'église est réalisé par Leander Helander en 1857.